# Colne (Cambridgeshire)
Pour les articles homonymes, voir Colne.
Colne est une paroisse civile et un village du Cambridgeshire, en Angleterre.